# Eilema fasciatella
Eilema fasciatella là một loài bướm đêm thuộc phân họ Arctiinae, họ Erebidae.